# Freycinetia sogerensis
Freycinetia sogerensis är en enhjärtbladig växtart som beskrevs av Alfred Barton Rendle. Freycinetia sogerensis ingår i släktet Freycinetia och familjen Pandanaceae. Inga underarter finns listade.